# یونیون استار (کنتاکی)
یونیون استار (به انگلیسی: Union Star) یک منطقهٔ مسکونی در ایالات متحده آمریکا است که در شهرستان برکینریج، کنتاکی واقع شده‌است. یونیون استار ۲۲۸٫۹۱ متر بالاتر از سطح دریا واقع شده‌است.